# هنري ألدن كلارك
هنري ألدن كلارك هو محامي وقاضي وسياسي أمريكي، ولد في 7 يناير 1850 في Harborcreek Township, Pennsylvania ‏ في الولايات المتحدة، وتوفي في 15 فبراير 1944. نشط حزبياً في الحزب الجمهوري. وقد انتخب عضو مجلس ولاية بنسيلفانيا ‏ وانتخب عضو مجلس النواب الأمريكي ‏.